# Verwaltungsgemeinschaft Kleinwallstadt
In der Verwaltungsgemeinschaft Kleinwallstadt im unterfränkischen Landkreis Miltenberg haben sich folgende Gemeinden zur Erledigung ihrer Verwaltungsgeschäfte zusammengeschlossen:
1. Hausen, 1891 Einwohner, 8,05 km²
2. Kleinwallstadt, Markt, 5708 Einwohner, 15,79 km²

Sitz ist Kleinwallstadt. Die Gründung erfolgte 1978. In der Ortschaft Hausen wird eine Außenstelle in der 
Hauptstraße 64 unterhalten. Für die gemeindliche Interessenwahrung wurden Ortswaisenräte bestellt.